# Joan Baptista Lambert i Caminal
Joan Baptista Lambert i Caminal (Barcelona, 20 de juliol de 1884 - 4 de maig de 1945) fou un compositor, director i pedagog català.

## Biografia
Joan Josep Salvador Lambert i Caminal, segons la seva inscripció de naixement al registre civil, va ser fill de Francesc Lambert i Solé, de Barcelona, i de la seva esposa, Dolors Caminal i Montserrat, de la Seu d'Urgell. Va començar els estudis musicals a la catedral de Barcelona i més tard va estudiar piano amb Pellicer i Joaquim Malats i composició amb Enric Morera i Felip Pedrell. El 1906 dirigí l'orquestra dels Espectacles i Audicions Graner, que promovia el pintor Lluís Graner, amb la filla del qual va tenir un idil·li, i hi va estrenar l'obra Donzella que va a la guerra.
Al 1916 es casà amb na Maria Agullò Gili, filla del farmacèutic de Conques (Pallars Jussà). Van viure al carrer Elìzabets n° 21 de Barcelona. Al 1919 va néixer lo seu únic fill Joan Baptista Lambert Agullò. Durant molts anys varen passar los estius al poble de la seva dona, Conques. Allà va compondre moltes peces importants, i també partitures sobre la comarca, com Sardana al castell de Orcau, Vals de la Closa, i arranjaments a la música dels gojos de la mare de Déu de les Esplugues del mateix Conques i també la Goja cautiva dedicada als Estanys de Basturs.
En l'Exposició Internacional de 1929 fou organista del Palau Nacional; més tard, director de l'Acadèmia de Música i de la Banda de la Casa Provincial de Caritat, de la Banda dels Mossos d'Esquadra (1928-1931), director de l'Escola de Música i l'Orquestra de Granollers i de l'Escola Municipal de Música després de la Guerra Civil i fins a la seva mort. Va obtenir nombrosos premis nacionals i internacionals, entre altres el de Ràdio Barcelona de 1934 amb La festa de Santa Cristina de Lloret de Mar per a orquestra. Amb Frederic Alfonso i Joaquim Zamacois fou coautor del LAZ (nom fet amb les inicials dels tres autors: Lambert, Alfonso i Zamacois), un tractat de solfeig en cinc volums de gran difusió en els anys de la postguerra.
Col·laborà a la restauració de la música religiosa i compongué misses, motets i peces per a orgue. Dintre d'aquest camp musical donà classes de perfeccionament al músic asturià Ignacio Prieto. Escriví obres escèniques (Donzella que va a la guerra, 1906; El foc de Sant Joan, 1907) i sarsueles, de les quals destaca Por una mujer (1922). És autor d'obres simfòniques, corals i de cançons, així com de mètodes didàctics.
També és l'autor de disset sardanes.

## Fons personal
El fons de partitures de Joan Baptista Lambert i Caminal es conserva al Centre de Documentació de l'Orfeó Català.
El fons consta de 472 partitures, 370 de les quals són manuscrites i la resta són impreses. D'aquest total, 368 obres són del mateix compositor que dona nom al fons, la majoria autògrafes. Del repertori musical que figura en aquest fons en destaca sobretot la música religiosa, com són misses, goigs, himnes, càntics, rèquiems, tedeums, rosaris, però també hi podem trobar cançons populars, òperes, sardanes, música per a piano, arranjaments d'obres musicals, etc.
Com a partitures destacades del compositor, hi ha Por una mujer, una sarsuela en castellà. D'aquesta obra es conserva la partitura original manuscrita, esborranys i alguns exemplars impresos. S'adjunta al fons musical una petita col·lecció de 65 números solts de revistes de finals del segle xix i principi del segle xx.
Les partitures impreses són bàsicament reduccions a piano d'algunes de les sardanes com: Frisança, Griselda, Somni gris, etc.